# Лінн (округ Волворт, Вісконсин)
Лінн (англ. Linn) — місто (англ. town) в США, в окрузі Волворт штату Вісконсин. Населення — 2687 осіб (2020).

## Демографія
Згідно з переписом 2010 року, у місті мешкали 2383 особи в 997 домогосподарствах у складі 674 родин. Було 2157 помешкань
Расовий склад населення:
| - 96,3 % — білих - 0,8 % — азіатів - 0,4 % — корінних американців - 0,1 % — чорних або афроамериканців - 1,2 % — осіб інших рас |

До двох чи більше рас належало 1,2 %. Частка іспаномовних становила 6,3 % від усіх жителів.
За віковим діапазоном населення розподілялося таким чином: 21,6 % — особи молодші 18 років, 60,4 % — особи у віці 18—64 років, 18,0 % — особи у віці 65 років та старші. Медіана віку мешканця становила 47,3 року. На 100 осіб жіночої статі у місті припадало 105,1 чоловіків;  на 100 жінок у віці від 18 років та старших — 104,9 чоловіків також старших 18 років.
Середній дохід на одне домашнє господарство  становив 111 501 долар США (медіана — 69 896), а середній дохід на одну сім'ю — 132 709 доларів (медіана — 84 297). Медіана доходів становила 51 417 доларів для чоловіків та 32 477 доларів для жінок. За межею бідності перебувало 6,6 % осіб, у тому числі 5,2 % дітей у віці до 18 років та 6,7 % осіб у віці 65 років та старших.
Цивільне працевлаштоване населення становило 1255 осіб. Основні галузі зайнятості: освіта, охорона здоров'я та соціальна допомога — 16,0 %, сільське господарство, лісництво, риболовля — 15,6 %, виробництво — 13,5 %.